# Saint-Priest, Creuse
Saint-Priest là một xã thuộc tỉnh Creuse trong vùng Nouvelle-Aquitaine miền trung nước Pháp. Xã này nằm ở khu vực có độ cao trung bình 450 mét trên mực nước biển.
Sông Tardes tạo phần lớn ranh giới phía tây thị trấn.